# Pezzan (Istrana)
Pezzan è una frazione del comune italiano di Istrana, in provincia di Treviso.

## Geografia fisica
Il paese dista 1,5 km da Istrana. Confina con Sala, Padernello, Fossalunga e con Istrana. A sud di Pezzan si trova l'aeroporto militare di Istrana.

## Storia
Pezzan è attestata per la prima volta in un atto del vescovo di Treviso Rozone risalente al 996.

## Origine del nome
Il nome sembra derivare da “fundus pettianus” del colono Pettius (IV-V secolo).

## Monumenti e luoghi d'interesse

### Chiesa parrocchiale
La chiesa, situata in via Montello, è consacrata ai Santi Vito, Modesto e Crescenzia Martiri.

### Aeroporto
In questo paese si trova l'ingresso dell'aeroporto militare, dove ha sede il 51º Stormo.
L'evento più importante riguarda la particolare gara svoltasi il 21 novembre 1981, tra il pilota di Formula 1 Gilles Villeneuve e un caccia F-104 Starfighter. La Ferrari 126 CK di Villeneuve, priva di alettoni per permettere una maggiore velocità, duellò e batté l'aereo durante una gara di accelerazione su chilometro da fermo.